# Ernest Płonka
Ernest Płonka (ur. 4 lipca 1943 w Wodzisławiu Śląskim, zm. 5 grudnia 2016) – polski matematyk, profesor, specjalista w dziedzinie algebry.

## Życiorys
W 1996 roku ukończył studia na Uniwersytecie Wrocławskim, gdzie w roku 1969 obronił doktorat. W roku 1979 otrzymał stopień doktora habilitowanego. W 1992 otrzymał tytuł profesora nauk matematycznych. 
Z Politechniką Śląską był związany w latach 1980-2013. W latach 1982–1994 był dyrektorem Instytutu Matematyki na Wydziale Matematyczno-Fizycznym (obecny Wydział Matematyki Stosowanej). Od 1984 pełnił rolę kierownika Zakładu Metod Algebraicznych, a od 2009 roku kierownika Zakładu Algebry.
Był członkiem Polskiego Towarzystwa Matematycznego i Międzynarodowej Unii Matematycznej. Został odznaczony Złotym Krzyżem Zasługi, Medalem Komisji Edukacji Narodowej i odznaczeniami uczelnianymi. 